# Ulf Hård af Segerstad
Bror Ulf Jakob Hård af Segerstad, född 30 september 1915 i Uppsala, död 11 februari 2006 i Oscars församling i Stockholm, var en svensk kritiker och författare. 
Ulf Hård af Segerstad blev filosofie kandidat vid Uppsala universitet 1939 och blev samma år medarbetare i Svenska Dagbladet, där han bland annat skrev om design, arkitektur och samhällsplanering. Hans sista artikel publicerades i tidningen ett par år före hans död. Han var även, mellan 1957 och 1960, redaktör för tidskriften Form och senare även medarbetare i Vecko-Journalen och Sköna hem. Han publicerade en stor mängd böcker i skilda ämnen med koppling till bland annat konst, konsthantverk, design och kulturhistoria. Hård af Segerstad var även engagerad i utvecklingen av Stockholms samhällsbyggnad och medverkade med flera artiklar i Samfundet S:t Eriks årsbok. 
Mellan 1967 och 1971 var han vicepresident i internationella industridesignrådet. Under 1970-talet verkade han bland annat som gästprofessor vid University of Minnesota.
Hård af Segerstad utsågs 1979 till filosofie hedersdoktor vid Uppsala universitet och tillades 1993 professors namn.

## Utmärkelser
År 1967 mottog han Samfundet S:t Eriks plakett och 1978 tilldelades han Olle Engkvist-medaljen.